# Noclip
Noclip is in sommige computerspellen een cheatcommando dat ervoor zorgt dat een speler niet kan botsen met andere objecten. In combinatie met een vrij bewegende camerapositie kan de speler hiermee dwars door muren, voertuigen en andere spelers vliegen. In spellen met meerdere spelers is het vaak alleen de administrator die de beschikking heeft over dit cheatcommando. Deze cheat kreeg vooral bekendheid door het computerspel Doom, waarin 'idclip' in de console moest worden getypt om de cheat te activeren. De prefix id- was een verwijzing naar de ontwikkelaar van het spel, id Software.